# Dă-dămult... Mai dă-dămult
Dă-dămult... Mai dă-dămult este o operă literară scrisă de Ion Luca Caragiale. 